# مارسيو غيريرو
مارسيو غيريرو هو لاعب كرة قدم برازيلي في مركز الوسط، ولد في 6 مارس 1981 في نوفا إيغواسو في البرازيل. لعب مع نادي بونتي بريتا ونادي فلامنغو ونادي كروزيرو.